# Platanitos, Tepic
Platanitos är en ort i Mexiko.   Den ligger i kommunen Tepic och delstaten Nayarit, i den centrala delen av landet, 600 km väster om huvudstaden Mexico City. Platanitos ligger 1 079 meter över havet och antalet invånare är 424.
Terrängen runt Platanitos är bergig, och sluttar norrut. Runt Platanitos är det ganska tätbefolkat, med 199 invånare per kvadratkilometer. Närmaste större samhälle är Tepic, 8,2 km öster om Platanitos. I omgivningarna runt Platanitos växer i huvudsak städsegrön lövskog.